# Joachim-Raphaël Boronali

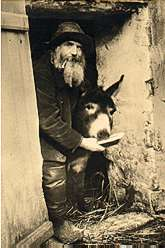
Frédé y su asno Lolo, alias Boronali, en una entrada del cabaré Lapín Agile.

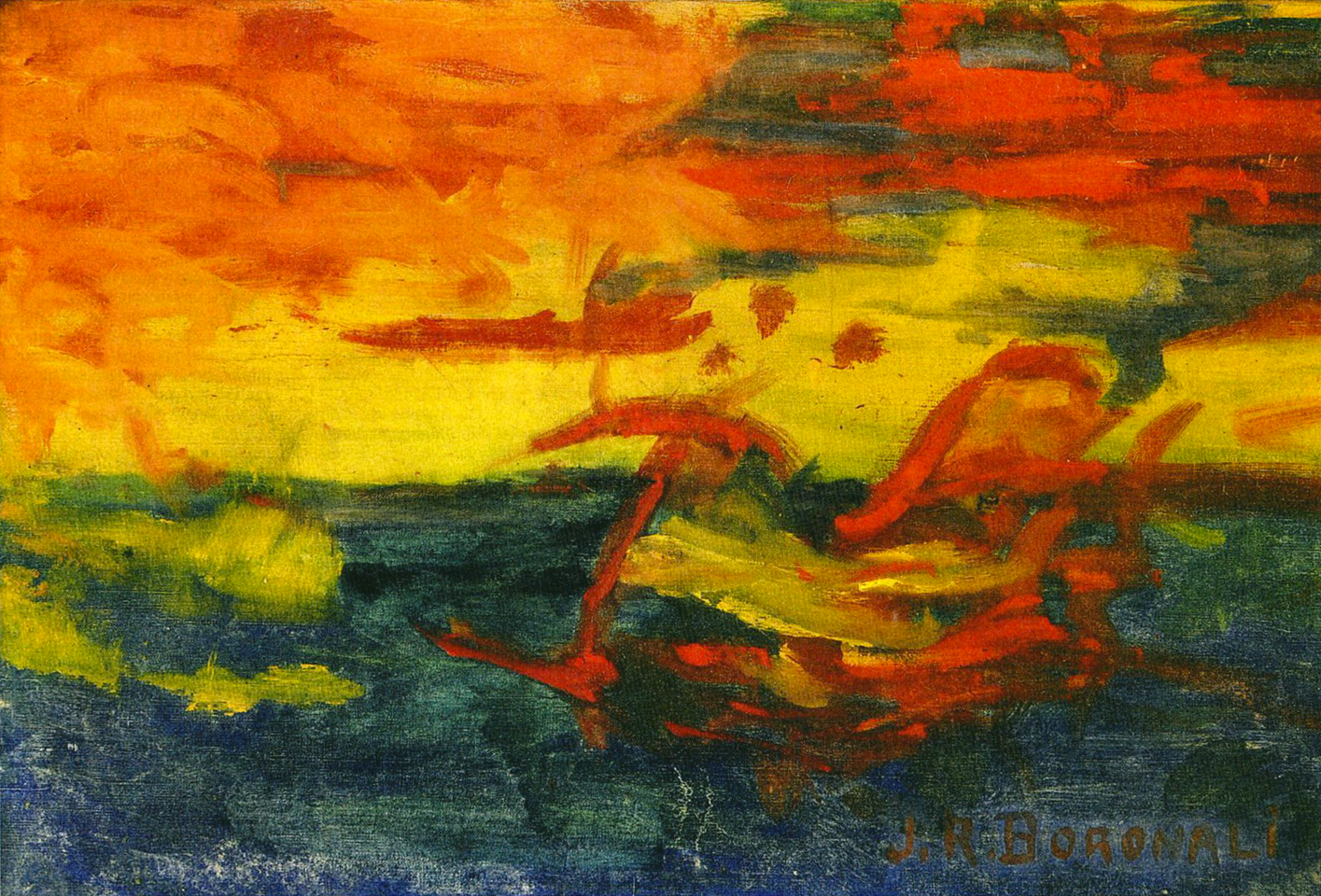
Et le soleil s'endormit sur l'Adriatique (‘Y el sol se durmió sobre el [mar] Adriático’), 81 × 54 cm, cuadro realizado por el burro Lolo ayudado por Roland Dorgelès.

Joachim-Raphaël Boronali es el nombre de un falso pintor futurista italiano, supuestamente nacido en Génova y concebido por el joven escritor francés Roland Dorgelès (1885-1973) en 1910 para satirizar el naciente arte moderno, especialmente el cubismo.
Roland Dorgelès, en presencia de un notario, ató un pincel a la cola del borrico Lolo ―propiedad del músico y gerente del restaurante y cabaré Lapín Agile, Père Frédé (Frédéric Gerard)― y, emplazándolo de espaldas a un caballete con un lienzo, se las arregló para que el animal pintara con la cola un cuadro que Dorgelès tituló Et le soleil s'endormit sur l'Adriatique (‘Y el sol se durmió sobre el [mar] Adriático’) y presentó en el Salón de los independientes en 1910.
Según el escritor Dan Franck:

... resulta que la obra es un poco fauve por el lado del cielo, de formas vagas, demasiado impresa de la personalidad del autor, enigmática si no simbólica: ¿qué representan esos surcos rojos del centro de la tela?, ¿una nariz?, ¿la Luna?, ¿un Pierrot divino? Le Matin, Comoedia, La Lanterne [periódicos franceses de la época], toda la prensa habla de ello. Y más aún cuando Dorgelés se presenta en la redacción de Le Matin con las pruebas de la superchería [...]. Al día siguiente, aparecen en el titular de un periódico unas palabras que definen al cubismo tal y como era considerado en la época: «Un asno, jefe de escuela pictórica».
Dan Franck, Bohémes

El asno Lolo recibió el nombre de Boronali (anagrama de Aliborón, el asno de Buridán).
- Datos: Q662917